# Строганов Василь Андрійович
Василь Андрійович Строганов (12 [24] грудня 1888, село Дуброво (тепер — не існуюче) Красноярського повіту Єнісейської губернії — розстріляний 22 квітня 1938, місто Архангельськ, тепер Російська Федерація)— радянський партійний і державний діяч. Кандидат у члени ЦК ВКП(б) (1927—1934). Член ЦК КП(б)У (листопад 1927 — січень 1934). Кандидат у члени Політбюро ЦК КП(б)У (листопад 1927 — липень 1930). Член Організаційного бюро ЦК КП(б)У (липень 1930 — жовтень 1932). Член Політбюро ЦК КП(б)У (липень 1930 — лютий 1933).

## Біографія
Народився 12 (24) грудня 1888 року в родині селянина-бідняка. У 1899 році закінчив три класи Красноярського початкового училища.
У 1900 — липні 1902 року — хлопчик сушено-пряникової майстерні Зільмановича в місті Красноярську. У липні 1902 — січні 1905 року — учень слюсаря Красноярських головних залізничних майстерень.
Член РСДРП(б) з січня 1905 року. У січні 1905 — серпні 1908 року — політв'язень Красноярської в'язниці.
У серпні 1908 — жовтні 1909 року — помічник машиніста пароплаву «Волга» Добровольчого флоту у Владивостоці. У жовтні 1909 — червні 1910 року — слюсар депо вузькоколійної залізниці на станції Євгенівка Нікольсько-Усурійської залізниці.
У червні 1910 — жовтні 1914 року — машиніст лісопильного заводу Демидова в місті Іркутську. У жовтні 1914 — лютому 1917 року — машиніст лісопильного заводу Береснєва у місті Канську Єнісейської губернії.
У лютому 1917 — липні 1918 року — голова Канської професійної спілки металістів, заступник голови Канської міської ради Єнісейської губернії. У липні — жовтні 1918 року — голова Тайшетського волосного комітету РКП(б) Єнісейської губернії.
У жовтні 1918 — травні 1919 року — рядовий червоного партизанського загону в Канському повіті Єнісейської губернії.
У травні 1919 — листопаді 1920 року — голова Іркутського міського комітету РКП(б), заступник голови Іркутського губернського революційного комітету. У листопаді 1920 — червні 1921 року — голова Нижньоудинського повітового комітету РКП(б) Іркутської губернії.
У червні 1921 — вересні 1923 року — відповідальний секретар Томського губернського комітету РКП(б). У вересні 1923 — квітні 1925 року — відповідальний секретар Сормовського повітового (районного) комітету РКП(б) Нижегородської губернії.
У квітні 1925 — серпні 1927 року — відповідальний секретар Ярославського губернського комітету ВКП(б).
У серпні 1927 — липні 1930 року — відповідальний секретар Сталінського окружного комітету КП(б)У. У липні — вересні 1930 року — відповідальний секретар Харківського окружного комітету КП(б)У. Одночасно, 22 липня — 13 грудня 1930 року — секретар ЦК КП(б)У. Обирався членом ВУЦВК.
13 грудня 1930 — 12 жовтня 1932 року — 2-й секретар ЦК КП(б)У. У березні 1932 року відряджений в області УСРР для «посилення темпів збирання насіннєвих фондів».
У жовтні 1932 — лютому 1933 року — 1-й секретар Дніпропетровського обласного комітету КП(б)У.
У лютому 1933 — січні 1934 року — 2-й секретар Уральського обласного комітету ВКП(б) у місті Свердловську. У січні 1934 — квітні 1935 року — 2-й секретар Свердловського обласного комітету ВКП(б).
У жовтні 1935 — серпні 1937 року — голова виконавчого комітету Північної крайової (обласної) ради у місті Архангельську.
10 серпня 1937 року заарештований. У жовтні 1937 року виключений із ВКП(б). 22 квітня 1938 року розстріляний у Архангельську. Реабілітований 14 грудня 1955 року.